# Eleições europeias de 2019 em Braga

## Resultados Oficiais
| Partido                 | Partido                        | Votos   | %               | +/-  |
| ----------------------- | ------------------------------ | ------- | --------------- | ---- |
|                         | Partido Socialista             | 20 299  | 31,50 / 100,00  | 1,32 |
|                         | Partido Social Democrata       | 15 371  | 23,85 / 100,00  | -    |
|                         | Bloco de Esquerda              | 7 028   | 10,91 / 100,00  | 6,23 |
|                         | CDS – Partido Popular          | 3 959   | 6,14 / 100,00   | -    |
|                         | Coligação Democrática Unitária | 3 560   | 5,52 / 100,00   | 5,86 |
|                         | Pessoas–Animais–Natureza       | 3 151   | 4,89 / 100,00   | 3,63 |
|                         | LIVRE                          | 1 294   | 2,01 / 100,00   | 0,28 |
|                         | Aliança                        | 919     | 1,43 / 100,00   | Novo |
|                         | Nós, Cidadãos!                 | 883     | 1,37 / 100,00   | Novo |
|                         | Basta!                         | 784     | 1,22 / 100,00   | 0,31 |
|                         | Outros (com menos de 1,00%)    | 2 204   | 3,42 / 100,00   |      |
| Votos Inválidos         | Votos Inválidos                | 4 995   | 7,75 / 100,00   | 0,48 |
| Total                   | Total                          | 64 447  | 100,00 / 100,00 |      |
| Eleitorado/Participação | Eleitorado/Participação        | 165 105 | 39,03 / 100,00  | 1,72 |

## Resultados por Freguesia
Os resultados seguintes referem-se aos partidos que obtiveram mais de 1,00% dos votos:
| Freguesia                                          | %     | %     | %     | %     | %    | %    | %    | %    | %    | %    | Votantes |
| Freguesia                                          | PS    | PSD   | BE    | CDS   | CDU  | PAN  | L    | A    | NC!  | B!   | Votantes |
| -------------------------------------------------- | ----- | ----- | ----- | ----- | ---- | ---- | ---- | ---- | ---- | ---- | -------- |
| Adaúfe                                             | 38,27 | 25,93 | 8,29  | 4,41  | 4,06 | 4,06 | 1,06 | 1,23 | 0,35 | 1,15 | 1 134    |
| Arentim e Cunha                                    | 40,15 | 24,09 | 6,21  | 6,67  | 1,82 | 2,88 | 1,67 | 0,30 | 0,76 | 0,76 | 660      |
| Braga (Maximinos, Sé e Cividade)                   | 31,48 | 21,90 | 12,41 | 5,67  | 7,06 | 4,78 | 2,24 | 1,25 | 1,63 | 1,33 | 4 955    |
| Braga (São José de São Lázaro e São João do Souto) | 30,69 | 24,12 | 13,02 | 7,72  | 5,74 | 4,49 | 2,56 | 1,39 | 1,03 | 1,15 | 5 037    |
| Braga (São Vicente)                                | 28,16 | 21,44 | 12,69 | 7,04  | 7,71 | 5,47 | 2,02 | 1,76 | 1,49 | 1,36 | 4 500    |
| Braga (São Victor)                                 | 27,53 | 23,30 | 13,03 | 6,47  | 6,41 | 5,76 | 2,66 | 1,53 | 1,84 | 1,17 | 9 113    |
| Cabreiros e Passos (São Julião)                    | 36,27 | 27,23 | 5,56  | 10,66 | 4,29 | 3,36 | 0,46 | 0,46 | 0,93 | 0,93 | 863      |
| Celeirós, Aveleda e Vimieiro                       | 39,13 | 24,08 | 7,92  | 4,67  | 5,28 | 3,30 | 1,19 | 0,92 | 0,75 | 1,41 | 2 272    |
| Crespos e Pousada                                  | 39,21 | 34,11 | 7,42  | 4,64  | 3,48 | 2,32 | 0,46 | 1,16 | 0,46 | 0,23 | 431      |
| Escudeiros e Penso (Santo Estêvão e São Vicente)   | 32,67 | 29,94 | 7,45  | 6,38  | 2,58 | 2,89 | 0,91 | 1,06 | 0,61 | 1,06 | 658      |
| Espinho                                            | 37,18 | 29,65 | 5,41  | 5,65  | 5,65 | 2,82 | 0,71 | 1,18 | 0,47 | 0,94 | 425      |
| Esporões                                           | 29,72 | 26,60 | 7,28  | 7,88  | 2,08 | 5,05 | 1,63 | 0,89 | 1,49 | 2,23 | 673      |
| Este (São Pedro e São Mamede)                      | 37,60 | 24,18 | 7,33  | 5,89  | 4,52 | 3,49 | 1,23 | 1,51 | 1,23 | 1,71 | 1 460    |
| Ferreiros e Gondizalves                            | 35,04 | 22,72 | 10,80 | 5,09  | 4,76 | 4,43 | 1,55 | 1,06 | 0,99 | 1,22 | 3 028    |
| Figueiredo                                         | 38,74 | 29,95 | 5,18  | 6,76  | 1,80 | 2,70 | 1,13 | 0,23 | 0,90 | 1,35 | 444      |
| Gualtar                                            | 31,00 | 23,68 | 10,67 | 5,88  | 4,27 | 6,23 | 2,57 | 1,87 | 1,92 | 0,91 | 2 297    |
| Guisande e Oliveira (São Pedro)                    | 39,80 | 30,47 | 4,67  | 3,69  | 2,70 | 4,91 | 1,72 | 0,49 | 0    | 0,74 | 407      |
| Lamas                                              | 33,90 | 29,34 | 3,70  | 7,98  | 2,28 | 1,14 | 2,28 | 3,99 | 0,57 | 2,85 | 351      |
| Lomar e Arcos                                      | 33,05 | 23,75 | 10,83 | 5,25  | 5,07 | 5,20 | 1,66 | 0,68 | 1,28 | 1,28 | 2 345    |
| Merelim (São Paio), Panoias e Parada de Tibães     | 35,44 | 15,96 | 6,67  | 5,36  | 9,29 | 4,76 | 1,25 | 0,89 | 1,61 | 1,31 | 1 679    |
| Merelim (São Pedro) e Frossos                      | 31,51 | 23,60 | 11,55 | 4,58  | 4,90 | 5,15 | 2,20 | 1,32 | 1,32 | 1,13 | 1 593    |
| Mire de Tibães                                     | 35,62 | 26,56 | 9,06  | 2,45  | 7,34 | 3,06 | 1,22 | 0,98 | 1,10 | 1,35 | 817      |
| Morreira e Trandeiras                              | 29,77 | 31,19 | 7,31  | 9,27  | 2,14 | 3,57 | 1,96 | 1,25 | 0,71 | 0,71 | 561      |
| Nogueira, Fraião e Lamaçães                        | 25,42 | 24,18 | 13,10 | 7,07  | 4,65 | 6,20 | 2,48 | 2,12 | 2,24 | 1,12 | 5 802    |
| Nogueiró e Tenões                                  | 24,69 | 23,94 | 12,58 | 6,94  | 5,73 | 6,19 | 4,33 | 2,84 | 1,96 | 1,12 | 2 147    |
| Padim da Graça                                     | 40,66 | 29,67 | 6,56  | 2,46  | 5,08 | 1,64 | 0,98 | 0,98 | 0,98 | 0,16 | 610      |
| Palmeira                                           | 33,84 | 26,96 | 9,28  | 5,27  | 3,75 | 4,33 | 1,88 | 2,09 | 0,89 | 1,46 | 1 918    |
| Pedralva                                           | 26,82 | 35,28 | 3,50  | 6,41  | 6,41 | 4,66 | 1,17 | 1,75 | 0,29 | 1,17 | 343      |
| Priscos                                            | 28,99 | 23,32 | 6,93  | 13,66 | 2,73 | 4,41 | 1,47 | 1,26 | 1,05 | 0,63 | 476      |
| Real, Dume e Semelhe                               | 33,29 | 18,75 | 13,84 | 4,57  | 6,76 | 5,47 | 1,75 | 1,22 | 1,34 | 1,48 | 4 112    |
| Ruilhe                                             | 31,31 | 24,30 | 7,24  | 8,18  | 6,54 | 4,91 | 0,70 | 0,93 | 0,23 | 0,47 | 428      |
| Santa Lucrécia de Algeriz e Navarra                | 43,94 | 19,44 | 9,01  | 3,10  | 3,66 | 4,23 | 0,56 | 0,56 | 1,41 | 0,28 | 355      |
| Sequeira                                           | 35,70 | 30,96 | 7,53  | 4,04  | 4,32 | 4,18 | 0,70 | 0,56 | 0,14 | 0,14 | 717      |
| Sobreposta                                         | 27,48 | 36,63 | 6,19  | 7,18  | 2,23 | 4,21 | 0,74 | 0,50 | 0,99 | 0,99 | 404      |
| Tadim                                              | 36,40 | 23,34 | 5,78  | 6,42  | 5,57 | 2,78 | 0,64 | 1,07 | 0,43 | 2,14 | 467      |
| Tebosa                                             | 41,74 | 25,49 | 5,88  | 5,88  | 3,36 | 4,20 | 0,84 | 2,24 | 0,28 | 2,24 | 357      |
| Vilaça e Fradelos                                  | 31,58 | 32,89 | 5,26  | 6,58  | 2,80 | 3,45 | 0,66 | 1,15 | 0,66 | 1,32 | 608      |
| Braga                                              | 31,50 | 23,85 | 10,91 | 6,14  | 5,52 | 4,89 | 2,01 | 1,43 | 1,37 | 1,22 | 64 447   |

#### Adaúfe
| Partido                 | Partido                        | Votos | %               | +/-  |
| ----------------------- | ------------------------------ | ----- | --------------- | ---- |
|                         | Partido Socialista             | 434   | 38,27 / 100,00  | 4,56 |
|                         | Partido Social Democrata       | 294   | 25,93 / 100,00  | -    |
|                         | Bloco de Esquerda              | 94    | 8,29 / 100,00   | 4,98 |
|                         | CDS – Partido Popular          | 50    | 4,41 / 100,00   | -    |
|                         | Coligação Democrática Unitária | 46    | 4,06 / 100,00   | 6,83 |
|                         | Pessoas–Animais–Natureza       | 46    | 4,06 / 100,00   | 2,75 |
|                         | Aliança                        | 14    | 1,23 / 100,00   | Novo |
|                         | Basta!                         | 13    | 1,15 / 100,00   | 0,37 |
|                         | LIVRE                          | 12    | 1,06 / 100,00   | 0,33 |
|                         | Iniciativa Liberal             | 12    | 1,06 / 100,00   | Novo |
|                         | Outros (com menos de 1,00%)    | 30    | 2,64 / 100,00   |      |
| Votos Inválidos         | Votos Inválidos                | 89    | 7,84 / 100,00   | 1,22 |
| Total                   | Total                          | 1 134 | 100,00 / 100,00 |      |
| Eleitorado/Participação | Eleitorado/Participação        | 3 567 | 31,79 / 100,00  | 1,08 |

#### Arentim e Cunha
| Partido                 | Partido                                         | Votos | %               | +/-  |
| ----------------------- | ----------------------------------------------- | ----- | --------------- | ---- |
|                         | Partido Socialista                              | 265   | 40,15 / 100,00  | 1,16 |
|                         | Partido Social Democrata                        | 159   | 24,09 / 100,00  | -    |
|                         | CDS – Partido Popular                           | 44    | 6,67 / 100,00   | -    |
|                         | Bloco de Esquerda                               | 41    | 6,21 / 100,00   | 3,75 |
|                         | Pessoas–Animais–Natureza                        | 19    | 2,88 / 100,00   | 2,01 |
|                         | Coligação Democrática Unitária                  | 12    | 1,82 / 100,00   | 5,57 |
|                         | LIVRE                                           | 11    | 1,67 / 100,00   | 0,21 |
|                         | Partido Comunista dos Trabalhadores Portugueses | 9     | 1,36 / 100,00   | 0,81 |
|                         | Outros (com menos de 1,00%)                     | 23    | 3,48 / 100,00   |      |
| Votos Inválidos         | Votos Inválidos                                 | 77    | 11,67 / 100,00  | 5,29 |
| Total                   | Total                                           | 660   | 100,00 / 100,00 |      |
| Eleitorado/Participação | Eleitorado/Participação                         | 1 356 | 48,67 / 100,00  | 0,83 |

#### Braga (Maximinos, Sé e Cividade)
| Partido                 | Partido                                         | Votos  | %               | +/-  |
| ----------------------- | ----------------------------------------------- | ------ | --------------- | ---- |
|                         | Partido Socialista                              | 1 560  | 31,48 / 100,00  | 1,38 |
|                         | Partido Social Democrata                        | 1 085  | 21,90 / 100,00  | -    |
|                         | Bloco de Esquerda                               | 615    | 12,41 / 100,00  | 7,71 |
|                         | Coligação Democrática Unitária                  | 350    | 7,06 / 100,00   | 6,93 |
|                         | CDS – Partido Popular                           | 281    | 5,67 / 100,00   | -    |
|                         | Pessoas–Animais–Natureza                        | 237    | 4,78 / 100,00   | 3,20 |
|                         | LIVRE                                           | 111    | 2,24 / 100,00   | 0,09 |
|                         | Nós, Cidadãos!                                  | 81     | 1,63 / 100,00   | Novo |
|                         | Basta!                                          | 66     | 1,33 / 100,00   | 0,34 |
|                         | Aliança                                         | 62     | 1,25 / 100,00   | Novo |
|                         | Partido Comunista dos Trabalhadores Portugueses | 51     | 1,03 / 100,00   | 1,20 |
|                         | Outros (com menos de 1,00%)                     | 122    | 2,45 / 100,00   |      |
| Votos Inválidos         | Votos Inválidos                                 | 334    | 6,74 / 100,00   | 0,08 |
| Total                   | Total                                           | 4 955  | 100,00 / 100,00 |      |
| Eleitorado/Participação | Eleitorado/Participação                         | 13 209 | 37,51 / 100,00  | 0,31 |

#### Braga (São José de São Lázaro e São João do Souto)
| Partido                 | Partido                        | Votos  | %               | +/-     |
| ----------------------- | ------------------------------ | ------ | --------------- | ------- |
|                         | Partido Socialista             | 1 546  | 30,69 / 100,00  | 2,50    |
|                         | Partido Social Democrata       | 1 215  | 24,12 / 100,00  | -       |
|                         | Bloco de Esquerda              | 656    | 13,02 / 100,00  | 7,43    |
|                         | CDS – Partido Popular          | 389    | 7,72 / 100,00   | -       |
|                         | Coligação Democrática Unitária | 289    | 5,74 / 100,00   | 5,71    |
|                         | Pessoas–Animais–Natureza       | 226    | 4,49 / 100,00   | 3,38    |
|                         | LIVRE                          | 129    | 2,56 / 100,00   | Estável |
|                         | Aliança                        | 70     | 1,39 / 100,00   | Novo    |
|                         | Basta!                         | 58     | 1,15 / 100,00   | 0,13    |
|                         | Nós, Cidadãos!                 | 52     | 1,03 / 100,00   | Novo    |
|                         | Outros (com menos de 1,00%)    | 148    | 2,94 / 100,00   |         |
| Votos Inválidos         | Votos Inválidos                | 259    | 5,15 / 100,00   | 0,25    |
| Total                   | Total                          | 5 037  | 100,00 / 100,00 |         |
| Eleitorado/Participação | Eleitorado/Participação        | 12 800 | 39,35 / 100,00  | 0,08    |

#### Braga (São Vicente)
| Partido                 | Partido                        | Votos  | %               | +/-  |
| ----------------------- | ------------------------------ | ------ | --------------- | ---- |
|                         | Partido Socialista             | 1 267  | 28,16 / 100,00  | 0,31 |
|                         | Partido Social Democrata       | 965    | 21,44 / 100,00  | -    |
|                         | Bloco de Esquerda              | 571    | 12,69 / 100,00  | 7,14 |
|                         | Coligação Democrática Unitária | 347    | 7,71 / 100,00   | 6,60 |
|                         | CDS – Partido Popular          | 317    | 7,04 / 100,00   | -    |
|                         | Pessoas–Animais–Natureza       | 246    | 5,47 / 100,00   | 4,08 |
|                         | LIVRE                          | 91     | 2,02 / 100,00   | 0,51 |
|                         | Aliança                        | 79     | 1,76 / 100,00   | Novo |
|                         | Nós, Cidadãos!                 | 67     | 1,49 / 100,00   | Novo |
|                         | Basta!                         | 61     | 1,36 / 100,00   | 0,44 |
|                         | Iniciativa Liberal             | 46     | 1,02 / 100,00   | Novo |
|                         | Outros (com menos de 1,00%)    | 90     | 2,00 / 100,00   |      |
| Votos Inválidos         | Votos Inválidos                | 353    | 7,84 / 100,00   | 0,04 |
| Total                   | Total                          | 4 500  | 100,00 / 100,00 |      |
| Eleitorado/Participação | Eleitorado/Participação        | 11 592 | 38,82 / 100,00  | 2,10 |

#### Braga (São Victor)
| Partido                 | Partido                        | Votos  | %               | +/-  |
| ----------------------- | ------------------------------ | ------ | --------------- | ---- |
|                         | Partido Socialista             | 2 509  | 27,53 / 100,00  | 0,62 |
|                         | Partido Social Democrata       | 2 123  | 23,30 / 100,00  | -    |
|                         | Bloco de Esquerda              | 1 187  | 13,03 / 100,00  | 7,39 |
|                         | CDS – Partido Popular          | 590    | 6,47 / 100,00   | -    |
|                         | Coligação Democrática Unitária | 584    | 6,41 / 100,00   | 6,63 |
|                         | Pessoas–Animais–Natureza       | 525    | 5,76 / 100,00   | 4,28 |
|                         | LIVRE                          | 242    | 2,66 / 100,00   | 0,93 |
|                         | Nós, Cidadãos!                 | 168    | 1,84 / 100,00   | Novo |
|                         | Aliança                        | 139    | 1,53 / 100,00   | Novo |
|                         | Iniciativa Liberal             | 119    | 1,31 / 100,00   | Novo |
|                         | Basta!                         | 107    | 1,17 / 100,00   | 0,14 |
|                         | Outros (com menos de 1,00%)    | 212    | 2,33 / 100,00   |      |
| Votos Inválidos         | Votos Inválidos                | 608    | 6,67 / 100,00   | 0,01 |
| Total                   | Total                          | 9 113  | 100,00 / 100,00 |      |
| Eleitorado/Participação | Eleitorado/Participação        | 25 604 | 35,59 / 100,00  | 1,04 |

#### Cabreiros e Passos São Julião
| Partido                 | Partido                        | Votos | %               | +/-  |
| ----------------------- | ------------------------------ | ----- | --------------- | ---- |
|                         | Partido Socialista             | 313   | 36,27 / 100,00  | 2,98 |
|                         | Partido Social Democrata       | 235   | 27,23 / 100,00  | -    |
|                         | CDS – Partido Popular          | 92    | 10,66 / 100,00  | -    |
|                         | Bloco de Esquerda              | 48    | 5,56 / 100,00   | 2,76 |
|                         | Coligação Democrática Unitária | 37    | 4,29 / 100,00   | 0,83 |
|                         | Pessoas–Animais–Natureza       | 29    | 3,36 / 100,00   | 2,63 |
|                         | Outros (com menos de 1,00%)    | 43    | 4,98 / 100,00   |      |
| Votos Inválidos         | Votos Inválidos                | 66    | 7,65 / 100,00   | 0,28 |
| Total                   | Total                          | 863   | 100,00 / 100,00 |      |
| Eleitorado/Participação | Eleitorado/Participação        | 1 992 | 43,32 / 100,00  | 4,44 |

#### Celeirós, Aveleda e Vimieiro
| Partido                 | Partido                        | Votos | %               | +/-  |
| ----------------------- | ------------------------------ | ----- | --------------- | ---- |
|                         | Partido Socialista             | 889   | 39,13 / 100,00  | 3,86 |
|                         | Partido Social Democrata       | 547   | 24,08 / 100,00  | -    |
|                         | Bloco de Esquerda              | 180   | 7,92 / 100,00   | 3,97 |
|                         | Coligação Democrática Unitária | 120   | 5,28 / 100,00   | 4,25 |
|                         | CDS – Partido Popular          | 106   | 4,67 / 100,00   | -    |
|                         | Pessoas–Animais–Natureza       | 75    | 3,30 / 100,00   | 2,14 |
|                         | Basta!                         | 32    | 1,41 / 100,00   | 0,34 |
|                         | LIVRE                          | 27    | 1,19 / 100,00   | 0,20 |
|                         | Outros (com menos de 1,00%)    | 97    | 4,26 / 100,00   |      |
| Votos Inválidos         | Votos Inválidos                | 199   | 8,76 / 100,00   | 1,79 |
| Total                   | Total                          | 2 272 | 100,00 / 100,00 |      |
| Eleitorado/Participação | Eleitorado/Participação        | 5 963 | 38,10 / 100,00  | 1,58 |

#### Crespos e Pousada
| Partido                 | Partido                                         | Votos | %               | +/-  |
| ----------------------- | ----------------------------------------------- | ----- | --------------- | ---- |
|                         | Partido Socialista                              | 169   | 39,21 / 100,00  | 3,73 |
|                         | Partido Social Democrata                        | 147   | 34,11 / 100,00  | -    |
|                         | Bloco de Esquerda                               | 32    | 7,42 / 100,00   | 4,10 |
|                         | CDS – Partido Popular                           | 20    | 4,64 / 100,00   | -    |
|                         | Coligação Democrática Unitária                  | 15    | 3,48 / 100,00   | 3,57 |
|                         | Pessoas–Animais–Natureza                        | 10    | 2,32 / 100,00   | 1,70 |
|                         | Partido Comunista dos Trabalhadores Portugueses | 6     | 1,39 / 100,00   | 0,06 |
|                         | Aliança                                         | 5     | 1,16 / 100,00   | Novo |
|                         | Outros (com menos de 1,00%)                     | 8     | 1,85 / 100,00   |      |
| Votos Inválidos         | Votos Inválidos                                 | 19    | 4,41 / 100,00   | 1,19 |
| Total                   | Total                                           | 431   | 100,00 / 100,00 |      |
| Eleitorado/Participação | Eleitorado/Participação                         | 1 221 | 35,30 / 100,00  | 1,08 |

#### Escudeiros e Penso
| Partido                 | Partido                        | Votos | %               | +/-  |
| ----------------------- | ------------------------------ | ----- | --------------- | ---- |
|                         | Partido Socialista             | 215   | 32,67 / 100,00  | 2,52 |
|                         | Partido Social Democrata       | 197   | 29,94 / 100,00  | -    |
|                         | Bloco de Esquerda              | 49    | 7,45 / 100,00   | 4,37 |
|                         | CDS – Partido Popular          | 42    | 6,38 / 100,00   | -    |
|                         | Pessoas–Animais–Natureza       | 19    | 2,89 / 100,00   | 1,27 |
|                         | Coligação Democrática Unitária | 17    | 2,58 / 100,00   | 2,77 |
|                         | Iniciativa Liberal             | 8     | 1,22 / 100,00   | Novo |
|                         | Aliança                        | 7     | 1,06 / 100,00   | Novo |
|                         | Basta!                         | 7     | 1,06 / 100,00   | 0,74 |
|                         | Outros (com menos de 1,00%)    | 29    | 4,41 / 100,00   |      |
| Votos Inválidos         | Votos Inválidos                | 68    | 10,34 / 100,00  | 0,61 |
| Total                   | Total                          | 658   | 100,00 / 100,00 |      |
| Eleitorado/Participação | Eleitorado/Participação        | 1 679 | 39,19 / 100,00  | 3,17 |

#### Espinho
| Partido                 | Partido                                         | Votos | %               | +/-  |
| ----------------------- | ----------------------------------------------- | ----- | --------------- | ---- |
|                         | Partido Socialista                              | 158   | 37,18 / 100,00  | 3,18 |
|                         | Partido Social Democrata                        | 126   | 29,65 / 100,00  | -    |
|                         | CDS – Partido Popular                           | 24    | 5,65 / 100,00   | -    |
|                         | Coligação Democrática Unitária                  | 24    | 5,65 / 100,00   | 2,57 |
|                         | Bloco de Esquerda                               | 23    | 5,41 / 100,00   | 2,52 |
|                         | Pessoas–Animais–Natureza                        | 12    | 2,82 / 100,00   | 1,93 |
|                         | Partido Comunista dos Trabalhadores Portugueses | 7     | 1,65 / 100,00   | 0,98 |
|                         | Aliança                                         | 5     | 1,18 / 100,00   | Novo |
|                         | Outros (com menos de 1,00%)                     | 14    | 3,30 / 100,00   |      |
| Votos Inválidos         | Votos Inválidos                                 | 32    | 7,53 / 100,00   | 0,91 |
| Total                   | Total                                           | 425   | 100,00 / 100,00 |      |
| Eleitorado/Participação | Eleitorado/Participação                         | 1 094 | 38,85 / 100,00  | 0,18 |

#### Esporões
| Partido                 | Partido                                         | Votos | %               | +/-  |
| ----------------------- | ----------------------------------------------- | ----- | --------------- | ---- |
|                         | Partido Socialista                              | 200   | 29,72 / 100,00  | 0,13 |
|                         | Partido Social Democrata                        | 179   | 26,60 / 100,00  | -    |
|                         | CDS – Partido Popular                           | 53    | 7,88 / 100,00   | -    |
|                         | Bloco de Esquerda                               | 49    | 7,28 / 100,00   | 1,90 |
|                         | Pessoas–Animais–Natureza                        | 34    | 5,05 / 100,00   | 4,10 |
|                         | Basta!                                          | 15    | 2,23 / 100,00   | 0,65 |
|                         | Coligação Democrática Unitária                  | 14    | 2,08 / 100,00   | 5,04 |
|                         | LIVRE                                           | 11    | 1,63 / 100,00   | 0,36 |
|                         | Nós, Cidadãos!                                  | 10    | 1,49 / 100,00   | Novo |
|                         | Partido Comunista dos Trabalhadores Portugueses | 8     | 1,19 / 100,00   | 0,39 |
|                         | Iniciativa Liberal                              | 7     | 1,04 / 100,00   | Novo |
|                         | Outros (com menos de 1,00%)                     | 34    | 5,06 / 100,00   |      |
| Votos Inválidos         | Votos Inválidos                                 | 66    | 9,80 / 100,00   | 1,41 |
| Total                   | Total                                           | 673   | 100,00 / 100,00 |      |
| Eleitorado/Participação | Eleitorado/Participação                         | 1 517 | 44,36 / 100,00  | 3,90 |

#### Este
| Partido                 | Partido                        | Votos | %               | +/-  |
| ----------------------- | ------------------------------ | ----- | --------------- | ---- |
|                         | Partido Socialista             | 549   | 37,60 / 100,00  | 4,69 |
|                         | Partido Social Democrata       | 353   | 24,18 / 100,00  | -    |
|                         | Bloco de Esquerda              | 107   | 7,33 / 100,00   | 3,25 |
|                         | CDS – Partido Popular          | 86    | 5,89 / 100,00   | -    |
|                         | Coligação Democrática Unitária | 66    | 4,52 / 100,00   | 3,93 |
|                         | Pessoas–Animais–Natureza       | 51    | 3,49 / 100,00   | 2,82 |
|                         | Basta!                         | 25    | 1,71 / 100,00   | 0,45 |
|                         | Aliança                        | 22    | 1,51 / 100,00   | Novo |
|                         | LIVRE                          | 18    | 1,23 / 100,00   | 0,04 |
|                         | Nós, Cidadãos!                 | 18    | 1,23 / 100,00   | Novo |
|                         | Outros (com menos de 1,00%)    | 36    | 2,47 / 100,00   |      |
| Votos Inválidos         | Votos Inválidos                | 129   | 8,84 / 100,00   | 0,98 |
| Total                   | Total                          | 1 460 | 100,00 / 100,00 |      |
| Eleitorado/Participação | Eleitorado/Participação        | 3 693 | 39,53 / 100,00  | 1,76 |

#### Ferreiros e Gondizalves
| Partido                 | Partido                                         | Votos | %               | +/-  |
| ----------------------- | ----------------------------------------------- | ----- | --------------- | ---- |
|                         | Partido Socialista                              | 1 061 | 35,04 / 100,00  | 2,38 |
|                         | Partido Social Democrata                        | 688   | 22,72 / 100,00  | -    |
|                         | Bloco de Esquerda                               | 327   | 10,80 / 100,00  | 6,31 |
|                         | CDS – Partido Popular                           | 154   | 5,09 / 100,00   | -    |
|                         | Coligação Democrática Unitária                  | 144   | 4,76 / 100,00   | 7,31 |
|                         | Pessoas–Animais–Natureza                        | 134   | 4,43 / 100,00   | 3,55 |
|                         | LIVRE                                           | 47    | 1,55 / 100,00   | 0,48 |
|                         | Basta!                                          | 37    | 1,22 / 100,00   | 0,73 |
|                         | Aliança                                         | 32    | 1,06 / 100,00   | Novo |
|                         | Partido Comunista dos Trabalhadores Portugueses | 31    | 1,02 / 100,00   | 1,12 |
|                         | Outros (com menos de 1,00%)                     | 111   | 3,67 / 100,00   |      |
| Votos Inválidos         | Votos Inválidos                                 | 262   | 8,66 / 100,00   | 0,84 |
| Total                   | Total                                           | 3 028 | 100,00 / 100,00 |      |
| Eleitorado/Participação | Eleitorado/Participação                         | 8 316 | 36,41 / 100,00  | 0,49 |

#### Figueiredo
| Partido                 | Partido                                         | Votos | %               | +/-  |
| ----------------------- | ----------------------------------------------- | ----- | --------------- | ---- |
|                         | Partido Socialista                              | 172   | 38,74 / 100,00  | 2,42 |
|                         | Partido Social Democrata                        | 133   | 29,95 / 100,00  | -    |
|                         | CDS – Partido Popular                           | 30    | 6,76 / 100,00   | -    |
|                         | Bloco de Esquerda                               | 23    | 5,18 / 100,00   | 2,55 |
|                         | Pessoas–Animais–Natureza                        | 12    | 2,70 / 100,00   | 2,48 |
|                         | Coligação Democrática Unitária                  | 8     | 1,80 / 100,00   | 2,14 |
|                         | Partido Comunista dos Trabalhadores Portugueses | 8     | 1,80 / 100,00   | 0,39 |
|                         | Basta!                                          | 6     | 1,35 / 100,00   | 0,47 |
|                         | LIVRE                                           | 5     | 1,13 / 100,00   | 0,25 |
|                         | Outros (com menos de 1,00%)                     | 11    | 2,48 / 100,00   |      |
| Votos Inválidos         | Votos Inválidos                                 | 36    | 8,11 / 100,00   | 1,54 |
| Total                   | Total                                           | 444   | 100,00 / 100,00 |      |
| Eleitorado/Participação | Eleitorado/Participação                         | 1 048 | 42,37 / 100,00  | 0,06 |

#### Gualtar
| Partido                 | Partido                        | Votos | %               | +/-  |
| ----------------------- | ------------------------------ | ----- | --------------- | ---- |
|                         | Partido Socialista             | 712   | 31,00 / 100,00  | 1,23 |
|                         | Partido Social Democrata       | 544   | 23,68 / 100,00  | -    |
|                         | Bloco de Esquerda              | 245   | 10,67 / 100,00  | 6,49 |
|                         | Pessoas–Animais–Natureza       | 143   | 6,23 / 100,00   | 5,25 |
|                         | CDS – Partido Popular          | 135   | 5,88 / 100,00   | -    |
|                         | Coligação Democrática Unitária | 98    | 4,27 / 100,00   | 4,72 |
|                         | LIVRE                          | 59    | 2,57 / 100,00   | 0,37 |
|                         | Nós, Cidadãos!                 | 44    | 1,92 / 100,00   | Novo |
|                         | Aliança                        | 43    | 1,87 / 100,00   | Novo |
|                         | Outros (com menos de 1,00%)    | 93    | 4,05 / 100,00   |      |
| Votos Inválidos         | Votos Inválidos                | 181   | 7,88 / 100,00   | 0,39 |
| Total                   | Total                          | 2 297 | 100,00 / 100,00 |      |
| Eleitorado/Participação | Eleitorado/Participação        | 5 322 | 43,16 / 100,00  | 0,83 |

#### Guisande e Oliveira São Pedro
| Partido                 | Partido                        | Votos | %               | +/-  |
| ----------------------- | ------------------------------ | ----- | --------------- | ---- |
|                         | Partido Socialista             | 162   | 39,80 / 100,00  | 9,71 |
|                         | Partido Social Democrata       | 124   | 30,47 / 100,00  | -    |
|                         | Pessoas–Animais–Natureza       | 20    | 4,91 / 100,00   | 2,78 |
|                         | Bloco de Esquerda              | 19    | 4,67 / 100,00   | 0,64 |
|                         | CDS – Partido Popular          | 15    | 3,69 / 100,00   | -    |
|                         | Coligação Democrática Unitária | 11    | 2,70 / 100,00   | 4,65 |
|                         | LIVRE                          | 7     | 1,72 / 100,00   | 2,31 |
|                         | Outros (com menos de 1,00%)    | 14    | 3,44 / 100,00   |      |
| Votos Inválidos         | Votos Inválidos                | 35    | 8,60 / 100,00   | 2,91 |
| Total                   | Total                          | 407   | 100,00 / 100,00 |      |
| Eleitorado/Participação | Eleitorado/Participação        | 895   | 45,47 / 100,00  | 1,42 |

#### Lamas
| Partido                 | Partido                        | Votos | %               | +/-  |
| ----------------------- | ------------------------------ | ----- | --------------- | ---- |
|                         | Partido Socialista             | 119   | 33,90 / 100,00  | 5,28 |
|                         | Partido Social Democrata       | 103   | 29,34 / 100,00  | -    |
|                         | CDS – Partido Popular          | 28    | 7,98 / 100,00   | -    |
|                         | Aliança                        | 14    | 3,99 / 100,00   | Novo |
|                         | Bloco de Esquerda              | 13    | 3,70 / 100,00   | 1,77 |
|                         | Basta!                         | 10    | 2,85 / 100,00   | 0,93 |
|                         | Coligação Democrática Unitária | 8     | 2,28 / 100,00   | 4,37 |
|                         | LIVRE                          | 8     | 2,28 / 100,00   | 1,64 |
|                         | Pessoas–Animais–Natureza       | 4     | 1,14 / 100,00   | 0,50 |
|                         | Outros (com menos de 1,00%)    | 11    | 3,13 / 100,00   |      |
| Votos Inválidos         | Votos Inválidos                | 33    | 9,40 / 100,00   | 0,07 |
| Total                   | Total                          | 351   | 100,00 / 100,00 |      |
| Eleitorado/Participação | Eleitorado/Participação        | 710   | 49,44 / 100,00  | 3,50 |

#### Lomar e Arcos
| Partido                 | Partido                        | Votos | %               | +/-  |
| ----------------------- | ------------------------------ | ----- | --------------- | ---- |
|                         | Partido Socialista             | 775   | 33,05 / 100,00  | 0,88 |
|                         | Partido Social Democrata       | 557   | 23,75 / 100,00  | -    |
|                         | Bloco de Esquerda              | 254   | 10,83 / 100,00  | 6,48 |
|                         | CDS – Partido Popular          | 123   | 5,25 / 100,00   | -    |
|                         | Pessoas–Animais–Natureza       | 122   | 5,20 / 100,00   | 4,23 |
|                         | Coligação Democrática Unitária | 119   | 5,07 / 100,00   | 6,62 |
|                         | LIVRE                          | 39    | 1,66 / 100,00   | 0,16 |
|                         | Nós, Cidadãos!                 | 30    | 1,28 / 100,00   | Novo |
|                         | Basta!                         | 30    | 1,28 / 100,00   | 0,75 |
|                         | Outros (com menos de 1,00%)    | 95    | 4,05 / 100,00   |      |
| Votos Inválidos         | Votos Inválidos                | 201   | 8,57 / 100,00   | 1,18 |
| Total                   | Total                          | 2 345 | 100,00 / 100,00 |      |
| Eleitorado/Participação | Eleitorado/Participação        | 6 177 | 37,96 / 100,00  | 1,90 |

#### Merelim São Paio, Panoias e Parada de Tibães
| Partido                 | Partido                                         | Votos | %               | +/-  |
| ----------------------- | ----------------------------------------------- | ----- | --------------- | ---- |
|                         | Partido Socialista                              | 595   | 35,44 / 100,00  | 3,34 |
|                         | Partido Social Democrata                        | 268   | 15,96 / 100,00  | -    |
|                         | Coligação Democrática Unitária                  | 156   | 9,29 / 100,00   | 9,78 |
|                         | Bloco de Esquerda                               | 112   | 6,67 / 100,00   | 3,36 |
|                         | Partido Trabalhista Português                   | 112   | 6,67 / 100,00   | 5,97 |
|                         | CDS – Partido Popular                           | 90    | 5,36 / 100,00   | -    |
|                         | Pessoas–Animais–Natureza                        | 80    | 4,76 / 100,00   | 3,36 |
|                         | Partido Comunista dos Trabalhadores Portugueses | 28    | 1,67 / 100,00   | 0,62 |
|                         | Nós, Cidadãos!                                  | 27    | 1,61 / 100,00   | Novo |
|                         | Basta!                                          | 22    | 1,31 / 100,00   | 0,48 |
|                         | LIVRE                                           | 21    | 1,25 / 100,00   | 0,59 |
|                         | Outros (com menos de 1,00%)                     | 36    | 2,15 / 100,00   |      |
| Votos Inválidos         | Votos Inválidos                                 | 132   | 7,86 / 100,00   | 0,04 |
| Total                   | Total                                           | 1 679 | 100,00 / 100,00 |      |
| Eleitorado/Participação | Eleitorado/Participação                         | 4 331 | 38,77 / 100,00  | 2,70 |

#### Merelim São Pedro e Frossos
| Partido                 | Partido                        | Votos | %               | +/-  |
| ----------------------- | ------------------------------ | ----- | --------------- | ---- |
|                         | Partido Socialista             | 502   | 31,51 / 100,00  | 0,62 |
|                         | Partido Social Democrata       | 376   | 23,60 / 100,00  | -    |
|                         | Bloco de Esquerda              | 184   | 11,55 / 100,00  | 6,63 |
|                         | Pessoas–Animais–Natureza       | 82    | 5,15 / 100,00   | 3,76 |
|                         | Coligação Democrática Unitária | 78    | 4,90 / 100,00   | 6,53 |
|                         | CDS – Partido Popular          | 73    | 4,58 / 100,00   | -    |
|                         | LIVRE                          | 35    | 2,20 / 100,00   | 0,95 |
|                         | Aliança                        | 21    | 1,32 / 100,00   | Novo |
|                         | Nós, Cidadãos!                 | 21    | 1,32 / 100,00   | Novo |
|                         | Basta!                         | 18    | 1,13 / 100,00   | 0,43 |
|                         | Outros (com menos de 1,00%)    | 51    | 3,20 / 100,00   |      |
| Votos Inválidos         | Votos Inválidos                | 152   | 9,54 / 100,00   | 0,16 |
| Total                   | Total                          | 1 593 | 100,00 / 100,00 |      |
| Eleitorado/Participação | Eleitorado/Participação        | 3 771 | 42,24 / 100,00  | 2,45 |

#### Mire de Tibães
| Partido                 | Partido                         | Votos | %               | +/-  |
| ----------------------- | ------------------------------- | ----- | --------------- | ---- |
|                         | Partido Socialista              | 291   | 35,62 / 100,00  | 0,21 |
|                         | Partido Social Democrata        | 217   | 26,56 / 100,00  | -    |
|                         | Bloco de Esquerda               | 74    | 9,06 / 100,00   | 4,54 |
|                         | Coligação Democrática Unitária  | 60    | 7,34 / 100,00   | 3,28 |
|                         | Pessoas–Animais–Natureza        | 25    | 3,06 / 100,00   | 2,08 |
|                         | CDS – Partido Popular           | 20    | 2,45 / 100,00   | -    |
|                         | Partido Democrático Republicano | 19    | 2,33 / 100,00   | Novo |
|                         | Basta!                          | 11    | 1,35 / 100,00   | 0,13 |
|                         | LIVRE                           | 10    | 1,22 / 100,00   | 0,25 |
|                         | Nós, Cidadãos!                  | 9     | 1,10 / 100,00   | Novo |
|                         | Outros (com menos de 1,00%)     | 19    | 2,33 / 100,00   |      |
| Votos Inválidos         | Votos Inválidos                 | 62    | 7,59 / 100,00   | 1,36 |
| Total                   | Total                           | 817   | 100,00 / 100,00 |      |
| Eleitorado/Participação | Eleitorado/Participação         | 2 221 | 36,79 / 100,00  | 0,22 |

#### Morreira e Trandeiras
| Partido                 | Partido                        | Votos | %               | +/-  |
| ----------------------- | ------------------------------ | ----- | --------------- | ---- |
|                         | Partido Social Democrata       | 175   | 31,19 / 100,00  | -    |
|                         | Partido Socialista             | 167   | 29,77 / 100,00  | 0,96 |
|                         | CDS – Partido Popular          | 52    | 9,27 / 100,00   | -    |
|                         | Bloco de Esquerda              | 41    | 7,31 / 100,00   | 4,29 |
|                         | Pessoas–Animais–Natureza       | 20    | 3,57 / 100,00   | 2,90 |
|                         | Coligação Democrática Unitária | 12    | 2,14 / 100,00   | 2,72 |
|                         | LIVRE                          | 11    | 1,96 / 100,00   | 0,62 |
|                         | Aliança                        | 7     | 1,25 / 100,00   | Novo |
|                         | Outros (com menos de 1,00%)    | 16    | 2,85 / 100,00   |      |
| Votos Inválidos         | Votos Inválidos                | 60    | 10,70 / 100,00  | 3,00 |
| Total                   | Total                          | 561   | 100,00 / 100,00 |      |
| Eleitorado/Participação | Eleitorado/Participação        | 1 230 | 45,61 / 100,00  | 0,28 |

#### Nogueira, Fraião e Lamaçães
| Partido                 | Partido                        | Votos  | %               | +/-  |
| ----------------------- | ------------------------------ | ------ | --------------- | ---- |
|                         | Partido Socialista             | 1 475  | 25,42 / 100,00  | 0,21 |
|                         | Partido Social Democrata       | 1 403  | 24,18 / 100,00  | -    |
|                         | Bloco de Esquerda              | 760    | 13,20 / 100,00  | 7,32 |
|                         | CDS – Partido Popular          | 410    | 7,07 / 100,00   | -    |
|                         | Pessoas–Animais–Natureza       | 360    | 6,20 / 100,00   | 4,86 |
|                         | Coligação Democrática Unitária | 270    | 4,65 / 100,00   | 5,65 |
|                         | LIVRE                          | 144    | 2,48 / 100,00   | 0,40 |
|                         | Nós, Cidadãos!                 | 130    | 2,24 / 100,00   | Novo |
|                         | Aliança                        | 123    | 2,12 / 100,00   | Novo |
|                         | Iniciativa Liberal             | 92     | 1,59 / 100,00   | Novo |
|                         | Basta!                         | 65     | 1,12 / 100,00   | 0,26 |
|                         | Outros (com menos de 1,00%)    | 105    | 1,81 / 100,00   |      |
| Votos Inválidos         | Votos Inválidos                | 465    | 8,02 / 100,00   | 0,76 |
| Total                   | Total                          | 5 802  | 100,00 / 100,00 |      |
| Eleitorado/Participação | Eleitorado/Participação        | 13 267 | 43,73 / 100,00  | 3,14 |

#### Nogueiró e Tenões
| Partido                 | Partido                        | Votos | %               | +/-   |
| ----------------------- | ------------------------------ | ----- | --------------- | ----- |
|                         | Partido Socialista             | 530   | 24,69 / 100,00  | 3,93  |
|                         | Partido Social Democrata       | 514   | 23,94 / 100,00  | -     |
|                         | Bloco de Esquerda              | 270   | 12,58 / 100,00  | 7,93  |
|                         | CDS – Partido Popular          | 149   | 6,94 / 100,00   | -     |
|                         | Pessoas–Animais–Natureza       | 133   | 6,19 / 100,00   | 4,94  |
|                         | Coligação Democrática Unitária | 123   | 5,73 / 100,00   | 6,26  |
|                         | LIVRE                          | 93    | 4,33 / 100,00   | 0,04  |
|                         | Aliança                        | 61    | 2,84 / 100,00   | Novo  |
|                         | Nós, Cidadãos!                 | 42    | 1,96 / 100,00   | Novo  |
|                         | Iniciativa Liberal             | 36    | 1,68 / 100,00   | Novo  |
|                         | Basta!                         | 24    | 1,12 / 100,00   | 0,13  |
|                         | Outros (com menos de 1,00%)    | 34    | 1,58 / 100,00   |       |
| Votos Inválidos         | Votos Inválidos                | 138   | 6,42 / 100,00   | 1,69  |
| Total                   | Total                          | 2 147 | 100,00 / 100,00 |       |
| Eleitorado/Participação | Eleitorado/Participação        | 4 662 | 46,05 / 100,00  | 18,66 |

#### Padim da Graça
| Partido                 | Partido                          | Votos | %               | +/-  |
| ----------------------- | -------------------------------- | ----- | --------------- | ---- |
|                         | Partido Socialista               | 248   | 40,66 / 100,00  | 0,59 |
|                         | Partido Social Democrata         | 181   | 29,67 / 100,00  | -    |
|                         | Bloco de Esquerda                | 40    | 6,56 / 100,00   | 4,12 |
|                         | Coligação Democrática Unitária   | 31    | 5,08 / 100,00   | 5,34 |
|                         | CDS – Partido Popular            | 15    | 2,46 / 100,00   | -    |
|                         | Movimento Alternativa Socialista | 13    | 2,13 / 100,00   | 1,97 |
|                         | Pessoas–Animais–Natureza         | 10    | 1,64 / 100,00   | 0,54 |
|                         | Outros (com menos de 1,00%)      | 32    | 5,24 / 100,00   |      |
| Votos Inválidos         | Votos Inválidos                  | 40    | 6,56 / 100,00   | 3,14 |
| Total                   | Total                            | 610   | 100,00 / 100,00 |      |
| Eleitorado/Participação | Eleitorado/Participação          | 1 500 | 40,67 / 100,00  | 0,38 |

#### Palmeira
| Partido                 | Partido                        | Votos | %               | +/-  |
| ----------------------- | ------------------------------ | ----- | --------------- | ---- |
|                         | Partido Socialista             | 649   | 33,84 / 100,00  | 2,44 |
|                         | Partido Social Democrata       | 517   | 26,96 / 100,00  | -    |
|                         | Bloco de Esquerda              | 178   | 9,28 / 100,00   | 4,86 |
|                         | CDS – Partido Popular          | 101   | 5,27 / 100,00   | -    |
|                         | Pessoas–Animais–Natureza       | 83    | 4,33 / 100,00   | 3,01 |
|                         | Coligação Democrática Unitária | 72    | 3,75 / 100,00   | 5,58 |
|                         | Aliança                        | 40    | 2,09 / 100,00   | Novo |
|                         | LIVRE                          | 36    | 1,88 / 100,00   | 0,27 |
|                         | Basta!                         | 28    | 1,46 / 100,00   | 0,96 |
|                         | Outros (com menos de 1,00%)    | 67    | 3,39 / 100,00   |      |
| Votos Inválidos         | Votos Inválidos                | 147   | 7,66 / 100,00   | 1,21 |
| Total                   | Total                          | 1 918 | 100,00 / 100,00 |      |
| Eleitorado/Participação | Eleitorado/Participação        | 5 004 | 38,33 / 100,00  | 1,98 |

#### Pedralva
| Partido                 | Partido                                         | Votos | %               | +/-  |
| ----------------------- | ----------------------------------------------- | ----- | --------------- | ---- |
|                         | Partido Social Democrata                        | 121   | 35,28 / 100,00  | -    |
|                         | Partido Socialista                              | 92    | 26,82 / 100,00  | 8,11 |
|                         | CDS – Partido Popular                           | 22    | 6,41 / 100,00   | -    |
|                         | Coligação Democrática Unitária                  | 22    | 6,41 / 100,00   | 0,28 |
|                         | Pessoas–Animais–Natureza                        | 16    | 4,66 / 100,00   | 3,59 |
|                         | Bloco de Esquerda                               | 12    | 3,50 / 100,00   | 1,10 |
|                         | Aliança                                         | 6     | 1,75 / 100,00   | Novo |
|                         | LIVRE                                           | 4     | 1,17 / 100,00   | 0,43 |
|                         | Basta!                                          | 4     | 1,17 / 100,00   | 0,90 |
|                         | Partido Comunista dos Trabalhadores Portugueses | 4     | 1,17 / 100,00   | 0,70 |
|                         | Outros (com menos de 1,00%)                     | 10    | 2,92 / 100,00   |      |
| Votos Inválidos         | Votos Inválidos                                 | 30    | 8,75 / 100,00   | 3,42 |
| Total                   | Total                                           | 343   | 100,00 / 100,00 |      |
| Eleitorado/Participação | Eleitorado/Participação                         | 1 064 | 32,24 / 100,00  | 0,51 |

#### Priscos
| Partido                 | Partido                        | Votos | %               | +/-  |
| ----------------------- | ------------------------------ | ----- | --------------- | ---- |
|                         | Partido Socialista             | 138   | 28,99 / 100,00  | 2,76 |
|                         | Partido Social Democrata       | 111   | 23,32 / 100,00  | -    |
|                         | CDS – Partido Popular          | 65    | 13,66 / 100,00  | -    |
|                         | Bloco de Esquerda              | 33    | 6,93 / 100,00   | 3,24 |
|                         | Pessoas–Animais–Natureza       | 21    | 4,41 / 100,00   | 2,98 |
|                         | Coligação Democrática Unitária | 13    | 2,73 / 100,00   | 3,83 |
|                         | LIVRE                          | 7     | 1,47 / 100,00   | 0,17 |
|                         | Aliança                        | 6     | 1,26 / 100,00   | Novo |
|                         | Nós, Cidadãos!                 | 5     | 1,05 / 100,00   | Novo |
|                         | Outros (com menos de 1,00%)    | 18    | 3,78 / 100,00   |      |
| Votos Inválidos         | Votos Inválidos                | 59    | 12,39 / 100,00  | 5,01 |
| Total                   | Total                          | 476   | 100,00 / 100,00 |      |
| Eleitorado/Participação | Eleitorado/Participação        | 1 163 | 40,93 / 100,00  | 0,63 |

#### Real, Dume e Semelhe
| Partido                 | Partido                        | Votos  | %               | +/-  |
| ----------------------- | ------------------------------ | ------ | --------------- | ---- |
|                         | Partido Socialista             | 1 369  | 33,29 / 100,00  | 2,77 |
|                         | Partido Social Democrata       | 771    | 18,75 / 100,00  | -    |
|                         | Bloco de Esquerda              | 569    | 13,84 / 100,00  | 8,46 |
|                         | Coligação Democrática Unitária | 278    | 6,76 / 100,00   | 7,78 |
|                         | Pessoas–Animais–Natureza       | 225    | 5,47 / 100,00   | 3,67 |
|                         | CDS – Partido Popular          | 188    | 4,57 / 100,00   | -    |
|                         | LIVRE                          | 72     | 1,75 / 100,00   | 0,22 |
|                         | Basta!                         | 61     | 1,48 / 100,00   | 0,67 |
|                         | Nós, Cidadãos!                 | 55     | 1,34 / 100,00   | Novo |
|                         | Aliança                        | 50     | 1,22 / 100,00   | Novo |
|                         | Outros (com menos de 1,00%)    | 137    | 3,32 / 100,00   |      |
| Votos Inválidos         | Votos Inválidos                | 337    | 8,19 / 100,00   | 0,95 |
| Total                   | Total                          | 4 112  | 100,00 / 100,00 |      |
| Eleitorado/Participação | Eleitorado/Participação        | 10 882 | 37,79 / 100,00  | 2,37 |

#### Ruilhe
| Partido                 | Partido                                     | Votos | %               | +/-  |
| ----------------------- | ------------------------------------------- | ----- | --------------- | ---- |
|                         | Partido Socialista                          | 134   | 31,31 / 100,00  | 2,42 |
|                         | Partido Social Democrata                    | 104   | 24,30 / 100,00  | -    |
|                         | CDS – Partido Popular                       | 35    | 8,18 / 100,00   | -    |
|                         | Bloco de Esquerda                           | 31    | 7,24 / 100,00   | 5,24 |
|                         | Coligação Democrática Unitária              | 28    | 6,54 / 100,00   | 5,02 |
|                         | Pessoas–Animais–Natureza                    | 21    | 4,91 / 100,00   | 2,69 |
|                         | Iniciativa Liberal                          | 6     | 1,40 / 100,00   | Novo |
|                         | Partido Unido dos Reformados e Pensionistas | 5     | 1,17 / 100,00   | Novo |
|                         | Outros (com menos de 1,00%)                 | 22    | 5,14 / 100,00   |      |
| Votos Inválidos         | Votos Inválidos                             | 42    | 9,82 / 100,00   | 2,26 |
| Total                   | Total                                       | 428   | 100,00 / 100,00 |      |
| Eleitorado/Participação | Eleitorado/Participação                     | 1 055 | 40,57 / 100,00  | 0,94 |

#### Santa Lucrécia de Algeriz e Navarra
| Partido                 | Partido                        | Votos | %               | +/-  |
| ----------------------- | ------------------------------ | ----- | --------------- | ---- |
|                         | Partido Socialista             | 156   | 43,94 / 100,00  | 7,28 |
|                         | Partido Social Democrata       | 69    | 19,44 / 100,00  | -    |
|                         | Bloco de Esquerda              | 32    | 9,01 / 100,00   | 3,89 |
|                         | Pessoas–Animais–Natureza       | 15    | 4,23 / 100,00   | 3,69 |
|                         | Coligação Democrática Unitária | 13    | 3,66 / 100,00   | 4,97 |
|                         | CDS – Partido Popular          | 11    | 3,10 / 100,00   | -    |
|                         | Partido Nacional Renovador     | 7     | 1,97 / 100,00   | 1,70 |
|                         | Nós, Cidadãos!                 | 5     | 1,41 / 100,00   | Novo |
|                         | Outros (com menos de 1,00%)    | 10    | 2,82 / 100,00   |      |
| Votos Inválidos         | Votos Inválidos                | 37    | 10,42 / 100,00  | 0,99 |
| Total                   | Total                          | 355   | 100,00 / 100,00 |      |
| Eleitorado/Participação | Eleitorado/Participação        | 892   | 39,80 / 100,00  | 0,12 |

#### Sequeira
| Partido                 | Partido                                         | Votos | %               | +/-  |
| ----------------------- | ----------------------------------------------- | ----- | --------------- | ---- |
|                         | Partido Socialista                              | 256   | 35,70 / 100,00  | 5,55 |
|                         | Partido Social Democrata                        | 222   | 30,96 / 100,00  | -    |
|                         | Bloco de Esquerda                               | 54    | 7,53 / 100,00   | 3,57 |
|                         | Coligação Democrática Unitária                  | 31    | 4,32 / 100,00   | 4,41 |
|                         | Pessoas–Animais–Natureza                        | 30    | 4,18 / 100,00   | 2,82 |
|                         | CDS – Partido Popular                           | 29    | 4,04 / 100,00   | -    |
|                         | Partido Comunista dos Trabalhadores Portugueses | 8     | 1,12 / 100,00   | 0,52 |
|                         | Outros (com menos de 1,00%)                     | 26    | 3,62 / 100,00   |      |
| Votos Inválidos         | Votos Inválidos                                 | 61    | 8,51 / 100,00   | 0,73 |
| Total                   | Total                                           | 717   | 100,00 / 100,00 |      |
| Eleitorado/Participação | Eleitorado/Participação                         | 1 693 | 42,35 / 100,00  | 1,10 |

#### Sobreposta
| Partido                 | Partido                        | Votos | %               | +/-  |
| ----------------------- | ------------------------------ | ----- | --------------- | ---- |
|                         | Partido Social Democrata       | 148   | 36,63 / 100,00  | -    |
|                         | Partido Socialista             | 111   | 27,48 / 100,00  | 2,29 |
|                         | CDS – Partido Popular          | 29    | 7,18 / 100,00   | -    |
|                         | Bloco de Esquerda              | 25    | 6,19 / 100,00   | 3,65 |
|                         | Pessoas–Animais–Natureza       | 17    | 4,21 / 100,00   | 3,70 |
|                         | Coligação Democrática Unitária | 9     | 2,23 / 100,00   | 4,13 |
|                         | Outros (com menos de 1,00%)    | 22    | 5,45 / 100,00   |      |
| Votos Inválidos         | Votos Inválidos                | 43    | 10,65 / 100,00  | 4,03 |
| Total                   | Total                          | 404   | 100,00 / 100,00 |      |
| Eleitorado/Participação | Eleitorado/Participação        | 1 218 | 33,17 / 100,00  | 0,93 |

#### Tadim
| Partido                 | Partido                        | Votos | %               | +/-  |
| ----------------------- | ------------------------------ | ----- | --------------- | ---- |
|                         | Partido Socialista             | 170   | 36,40 / 100,00  | 0,79 |
|                         | Partido Social Democrata       | 109   | 23,34 / 100,00  | -    |
|                         | CDS – Partido Popular          | 30    | 6,42 / 100,00   | -    |
|                         | Bloco de Esquerda              | 27    | 5,78 / 100,00   | 1,35 |
|                         | Coligação Democrática Unitária | 26    | 5,57 / 100,00   | 4,53 |
|                         | Pessoas–Animais–Natureza       | 13    | 2,78 / 100,00   | 1,55 |
|                         | Basta!                         | 10    | 2,14 / 100,00   | 1,65 |
|                         | Aliança                        | 5     | 1,07 / 100,00   | Novo |
|                         | Outros (com menos de 1,00%)    | 20    | 4,28 / 100,00   |      |
| Votos Inválidos         | Votos Inválidos                | 57    | 12,20 / 100,00  | 1,61 |
| Total                   | Total                          | 467   | 100,00 / 100,00 |      |
| Eleitorado/Participação | Eleitorado/Participação        | 1 021 | 45,74 / 100,00  | 4,23 |

#### Tebosa
| Partido                 | Partido                        | Votos | %               | +/-  |
| ----------------------- | ------------------------------ | ----- | --------------- | ---- |
|                         | Partido Socialista             | 149   | 41,74 / 100,00  | 3,66 |
|                         | Partido Social Democrata       | 91    | 25,49 / 100,00  | -    |
|                         | Bloco de Esquerda              | 21    | 5,88 / 100,00   | 4,16 |
|                         | CDS – Partido Popular          | 21    | 5,88 / 100,00   | -    |
|                         | Pessoas–Animais–Natureza       | 15    | 4,20 / 100,00   | 2,97 |
|                         | Coligação Democrática Unitária | 12    | 3,36 / 100,00   | 5,98 |
|                         | Aliança                        | 8     | 2,24 / 100,00   | Novo |
|                         | Basta!                         | 8     | 2,24 / 100,00   | 1,75 |
|                         | Outros (com menos de 1,00%)    | 10    | 2,80 / 100,00   |      |
| Votos Inválidos         | Votos Inválidos                | 22    | 6,16 / 100,00   | 0,51 |
| Total                   | Total                          | 357   | 100,00 / 100,00 |      |
| Eleitorado/Participação | Eleitorado/Participação        | 965   | 36,99 / 100,00  | 5,32 |

#### Vilaça e Fradelos
| Partido                 | Partido                        | Votos | %               | +/-  |
| ----------------------- | ------------------------------ | ----- | --------------- | ---- |
|                         | Partido Social Democrata       | 200   | 32,89 / 100,00  | -    |
|                         | Partido Socialista             | 192   | 31,58 / 100,00  | 0,83 |
|                         | CDS – Partido Popular          | 40    | 6,58 / 100,00   | -    |
|                         | Bloco de Esquerda              | 32    | 5,26 / 100,00   | 2,19 |
|                         | Pessoas–Animais–Natureza       | 21    | 3,45 / 100,00   | 2,84 |
|                         | Coligação Democrática Unitária | 17    | 2,80 / 100,00   | 3,04 |
|                         | Basta!                         | 8     | 1,32 / 100,00   | 0,71 |
|                         | Aliança                        | 7     | 1,15 / 100,00   | Novo |
|                         | Outros (com menos de 1,00%)    | 27    | 4,45 / 100,00   |      |
| Votos Inválidos         | Votos Inválidos                | 64    | 10,52 / 100,00  | 2,69 |
| Total                   | Total                          | 608   | 100,00 / 100,00 |      |
| Eleitorado/Participação | Eleitorado/Participação        | 1 411 | 43,09 / 100,00  | 1,20 |